# Methomyl
Methomyl is een organische verbinding met als brutoformule C5H10N2O2S. Ze bestaat uit zeer toxische witte kristallen. Het werd in 1966 ingevoerd als insecticide, maar omwille van de zeer hoge toxiciteit voor mensen is het gebruik ervan zeer beperkt toegestaan.

## Toxicologie en veiligheid
De stof ontleedt bij verhitting en bij verbranding met vorming van giftige en irriterende dampen, onder andere stikstofoxiden, zwaveloxiden, waterstofcyanide en methylisocyanaat. De stof is ook brandbaar onder bepaalde omstandigheden.